# 雨色可可

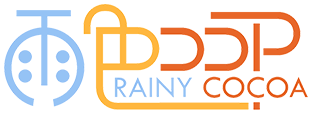
Ameiro 可可徽标

《雨色可可》（日语：雨色ココア）是由日本声优电子漫画作品。由IAM从2013年5月放出第一集。2015年1月为止共放出了4集。
主要内容是以咖啡店“Rainy Color”为舞台，描写大学生们让人羡慕的日常生活中充满爱的喜剧。主题曲是由剧中人物都倉碧（声优：下野紘）献唱的歌曲「Rainy cocoa」。

## 故事
某一日，遭遇各种不幸的普通大学生都倉碧在电车中給素未謀面的帅哥評為“真恶心”。當都倉碧觉得这天再糟糕不过時，来到了一个静悄悄不显眼的咖啡店“Rainy color”。在品尝了一杯咖啡之后，碧顺势开始在这家咖啡店打工。而这时那位说碧“真恶心”的帅哥也作为客人进了来。
由于各种各样的相遇，平凡的日常开始有了改变！热闹的咖啡店故事。

## 登場人物

### 主要角色
都倉碧（聲：下野紘）
本作主人公，大学一年级学生。
第一人称使用「俺」。有着纤弱的身体及白净的皮肤，作为男性来讲是相当奢华的外貌。是位能快速应变的开朗活泼的人。
有着向有好意的人接近的倾向。
家族构成是父母兄，共4人。
升上了东京都的大学，和兄长同住。
由于从小因为中性的面容而受到戏弄，而一直抱有自卑感。
因为偶然的机会而在咖啡店「Rainy color」里开始了打工生涯。
岩瀨啟一（聲：綠川光）
美大的二年级学生。无口属性。喜欢读书。容姿端丽，性格冷静。
咖啡店「Rainy color」的常客，要么会在素描簿上画画，要么读着书渡过在咖啡店里的时光。
虽然是冷静的啓一，但是也有着疼爱看板犬レイン这意外的一面。
櫻木涼太（聲：宮野真守）
美大的二年级学生。与其说是开朗不如说是烦人的家伙。相当看中无口无反应的啓一，经常在他周围转来转去。
自己单方面认为自己是啓一的亲友。
古賀紫苑（聲：平川大輔）
咖啡店「Rainy color」的主人。有女人缘的家伙，当他来店的时候，女性客人就会很多。
虽然性格上很温柔，但是生气的时候是很恐怖的。
古賀諾威爾（聲：山本和臣）
古賀尼古拉（聲：山谷祥生）
天見浩司（聲：堀川亮）
咖啡店「Rainy color」的所有者。喜欢海外旅行，及收集当地的古董及艺术品。
自由奔放的性格，但是经常由于过于自由的行动而惹怒紫苑。
有澤純（聲：山本匠馬）
都倉望（聲：宮健一（第1、2期）/ 佐藤祐吾（第3期））
都倉碧的兄长。作为一般公司职员工作着。擅长料理。很顾家。溺愛碧。
第3期的主角，成為夏威夷分店店長。

### 其他人物
天見
天見浩司的女儿。经常被父亲的天見浩司玩得团团转。
说话明白，和啓一是好友，不擅长对待狗。
Rain（聲：奥井ゆうこ）
咖啡店「Rainy color」的看板狗。不喜欢雨，下雨的时候不会出店。
Shine（聲：原奈津子）
第3期咖啡店「Rainy color」在夏威夷威基基分店的看板狗。

## 广播
《广播雨色可可》是由大阪电台每周五23点45分到24点（2015年4月开始改为周四23点45分到24点）、日本电台每周四24点到24点15分播放的广播节目。由堀川亮与宮健一主持。

## 电视动画
2014年12月6日，在主题曲《Rainy cocoa》的发售纪念活动上发表了决定动画化的消息，2015年4月开始在TOKYO MX电视台、SUN电视台上播放。本动画是电子漫画版的分拆作品。

### 工作人员
|                    | 第1期                            | 第2期                            | 第3期                            | 第4期                            | 第5期       |
| ------------------ | -------------------------------- | -------------------------------- | -------------------------------- | -------------------------------- | ----------- |
| 原作               | IAM電子出版                      | IAM電子出版                      | IAM電子出版                      | IAM電子出版                      | IAM電子出版 |
| 監督・分鏡・演出   | 望月智充                         |                                  | 石井久志                         | 石井久志                         | 石井久志    |
| 腳本統籌           |                                  | IAM電子出版                      | 藤本冴香                         | 藤本冴香                         | 藤本冴香    |
| 脚本               | IAM電子出版                      | 藤本冴香                         | 藤本冴香                         | 藤本冴香                         |             |
| 人物設計・作畫監督 | 高橋敦子                         | 高橋敦子                         | 徳川恵梨                         | 徳川恵梨                         | 徳川恵梨    |
| 美術監督           | 松本浩樹                         | 松本浩樹                         | 荒井和宏                         | 荒井和宏                         |             |
| 色彩設計           |                                  |                                  | 西榮子                           | 西榮子                           |             |
| 撮影監督           | 小林佳奈                         | 小林佳奈                         | 王辰                             | 角原勇輝                         |             |
| 編集               | 坂本雅紀                         | 坂本雅紀                         | 渡邊千波                         | 渡邊千波                         |             |
| 編集               | 及川雪繪                         |                                  | 渡邊千波                         | 渡邊千波                         |             |
| 音響監督           | 望月智充                         | 及川瞳（録音演出）               | 及川瞳（録音演出）               |                                  |             |
| 音樂               | IAMミュージック                  | IAMミュージック                  | IAMミュージック                  | IAMミュージック                  |             |
| プロデューサー     | 山田淳二、兼田健一郎、江波戶憲司 | 山田淳二、兼田健一郎、江波戶憲司 | 山田淳二、兼田健一郎、江波戶憲司 | 山田淳二、兼田健一郎、江波戶憲司 |             |
| プロデューサー     | 平田哲                           | 平田哲                           | 平田哲                           | 佐藤友紀 別所敬司                |             |
| プロデューサー     | 石塚治壽                         | 巴山將來                         | 巴山將來                         | 佐藤友紀 別所敬司                |             |
| プロデューサー     | 石塚治壽                         | 笠嶋研司                         |                                  |                                  |             |
| プロデューサー     | 角田博昭                         | 角田博昭                         | 高麗大助                         | 高麗大助                         |             |
| 動畫製作人         | 橋本淳至                         | 石井仁                           | 宮本秀晃                         | 宮本秀晃                         |             |
| 動畫製作人         | 橋本淳至                         | 石井仁                           | 藤田壽美榮                       |                                  |             |
| 動畫制作           | EMT Squared                      | EMT Squared                      | EMT Squared                      | EMT Squared                      | EMT Squared |
| 企畫・製作         | 「雨色可可」製作委員会           | 「雨色可可」製作委員会           | 雨色可可3團隊                    | 雨色Convention團隊               | sideG團隊   |

### 主題曲

#### 第1、2期
「Rainy cocoa」
作詞・作曲：近藤薰，歌：第1期－都倉碧（下野紘）、 第2期－Rainy Color〔（山本和臣）、（山谷祥生）、有沢純（山本匠馬）、鳥越陽佳（丸江俊也）〕

#### 第3期
「 〜endress summer rainbow〜」
作詞：Toshi ，作曲：近藤薰，歌：都倉望（佐藤祐）

#### 第4期

作詞：織田あすか，作曲：藤田淳平、末益涼太，編曲：末益涼太，歌：風男塾

#### 第5期

歌：立花理香

### 各集列表
| 集数         | 日文標題          | 中文標題          |       |       |
| 第1期        | 第1期             | 第1期             | 第1期 | 第1期 |
| ------------ | ----------------- | ----------------- | ----- | ----- |
| 第1話        | 都倉碧です        | 我是都倉碧        |       |       |
| 第2話        | オーナーの仕事？  | 主人的工作？      |       |       |
| 第3話        | 開店準備…？       | 開店準備…？       |       |       |
| 第4話        | 啓一の素顔        | 啓一真面目        |       |       |
| 第5話        | ふたりは親友!?    | 兩個人是親友？    |       |       |
| 第6話        | ふたりの距離（1） | 兩個人的距離（1） |       |       |
| 第7话        | ふたりの距離（2） | 兩個人的距離（2） |       |       |
| 第8话        | ふたりの距離（3） | 兩個人的距離（3） |       |       |
| 第9话        | ふたりの距離（4） | 兩個人的距離（4） |       |       |
| 第10话       | ふたりの距離（5） | 兩個人的距離（5） |       |       |
| 第11话       | ふたりの距離（6） | 兩個人的距離（6） |       |       |
| 第12话       | ふたりの距離（7） | 兩個人的距離（7） |       |       |
| 第2期        |                   |                   |       |       |
| 全12話無標題 |                   |                   |       |       |
| 第3期        |                   |                   |       |       |
| 全12話無標題 |                   |                   |       |       |
| 第4期        |                   |                   |       |       |
| 全12話無標題 |                   |                   |       |       |
| 第5期        |                   |                   |       |       |
| 全12話無標題 |                   |                   |       |       |

### 播放电视台
| 放送地域 | 放送局             | 放送期間       | 放送日時           | 放送系列           |
| -------- | ------------------ | -------------- | ------------------ | ------------------ |
| 兵庫県   | Sun Television Co. | 2015年4月5日 - | 周日 22:27 - 22:29 | 全国独立放送協議会 |
| 東京都   | TOKYO MX           | 2015年4月5日 - | 周日 22:28 - 22:30 | 全国独立放送協議会 |